# Oscar Han
Oscar Han (* 3. Dezember 1891 in Bukarest; † 17. Februar 1976 ebenda) war ein rumänischer Autor und Bildhauer.

## Leben und Werk
Oscar Han studierte an der Akademie der Schönen Künste in Bukarest bei Dimitrie Paciurea und Frederic Storck. Sein Stil gilt als kräftig und dynamisch. Er hatte diverse Gruppenausstellungen und Einzelausstellungen in Bukarest, stellte aber auch im internationalen Rahmen aus; bzw. in Venedig, Paris, Den Haag, Amsterdam und Barcelona. Gemeinsam mit anderen Künstlern wie Camil Ressu, Nicolae Dărăscu, Ștefan Dimitrescu, Iosif Iser, Marius Bunescu, Dimitrie Paciurea, Cornel Medrea und Ion Jalea gründete er 1917 in Iași die Künstlervereinigung Arta Română („Rumänische Kunst“). Seit 1926 war Han mit den Malern Nicolae Tonitza, Francisc Șirato und Ștefan Dimitrescu Mitglied der rumänischen Künstlergruppe Grupul celor patru (zu Deutsch: „Gruppe der Vier“), einer in Rumänien berühmten Protestgruppe gegen die rigiden Normen starrer akademischer Kunstbegriffe. Am 1. Januar 1927 wurde er zum Professor an der Akademie der Schönen Künste in Bukarest ernannt. Hier ermutigte er die jungen Künstler zu mehr Mut, neue Wege zu beschreiten, einen eigenen Stil zu kreieren. Zu seinen Schülern gehörte Lazăr Dubinovschi.
Als Autor hat er mehrere Monographien veröffentlicht, besonders über seinen Lehrer Dimitrie Paciurea; darüber hinaus diverse Artikel über kunstgeschichtliche und kunsttheoretische Aspekte.
Han starb am 17. Februar 1976 im Alter von 84 Jahren in Bukarest.
In Rumänien ist er auch heute noch als einer der führenden Bildhauer des Landes angesehen. Viele seiner Werke werden im Land ausgestellt. Gelegentlich sind auch welche auf internationalen Ausstellungen zu sehen.